# Centre Technique National FDF
Centre Technique National FDF – to stadion piłkarski w mieście Dżibuti, stolicy Dżibuti. Obecnie jest używany głównie dla meczów piłki nożnej. Swoje mecze rozgrywa na nim drużyna piłkarska FC Dikhil. Stadion może pomieścić 3 000 osób i jest własnością Fédération Djiboutienne de Football (FDF).